# Eliseo Diego
 (avril 2024).
Si vous disposez d'ouvrages ou d'articles de référence ou si vous connaissez des sites web de qualité traitant du thème abordé ici, merci de compléter l'article en donnant les références utiles à sa vérifiabilité et en les liant à la section « Notes et références ».
Pour les articles homonymes, voir Diego.
Eliseo Diego, né le 2 juillet 1920 à La Havane (Cuba) et mort le 1er mars 1994 à Mexico (Mexique), est un écrivain cubain, poète, conteur et essayiste.

## Biographie
Son fils est Eliseo Alberto.